# Höxter
Höxter este un oraș din landul Renania de Nord-Westfalia, Germania.

## Monumente
- Mănăstirea Corvey, monument din patrimoniul universal UNESCO